# I liga seria A polska w piłce siatkowej kobiet (1992/1993)
I liga seria A polska w piłce siatkowej kobiet 1992/1993 – 57. edycja rozgrywek o mistrzostwo polski w piłce siatkowej kobiet.

## Drużyny uczestniczące
| | I liga seria A1992/1993    |   |
| --- | -------------------------- | - |
| SŁU | Czarni Słupsk              | 1 |
| BIE | BKS Stal Bielsko-Biała     | 2 |
| MIE | Stal Mielec                | 3 |
| KRA | Wisła-Milko Kraków         | 4 |
| KAT | Kolejarz Katowice          | 5 |
| GDA | Gedania Gdańsk             | 6 |
| | Awans z I ligi seria B     |   |
| BYD | Samsung Polfrost Bydgoszcz |   |
| ŁÓD | ŁKS Łódź                   |   |
| Oznaczenia: - kolumna pierwsza – skróty nazw drużyn wpisane na mapie (jeśli ta została zamieszczona), - kolumna trzecia – miejsce zajęte przez daną drużynę w poprzednim sezonie. |                            |   |

## Klasyfikacja końcowa
| Miejsce | Drużyna                    |
| ------- | -------------------------- |
| 1.      | Samsung Polfrost Bydgoszcz |
| 2.      | Wisła-Milko Kraków         |
| 3.      | BKS Stal Bielsko-Biała     |
| 4.      | Stal Mielec                |
| 5.      | Kolejarz Katowice          |
| 6.      | Gedania Gdańsk             |
| 7.      | Czarni Słupsk              |
| 8.      | ŁKS Łódź                   |

     baraż z 2. zespołem serii B
     spadek do serii B